# Diego Espín Cánovas
Diego Espín Cánovas (Cartagena, 12 de enero de 1914-Madrid, 3 de septiembre de 2007) fue un jurista español, catedrático y académico, cuya obra y trabajo ha influido de forma decisiva en el conocimiento y desarrollo del Derecho civil y la propiedad intelectual.

## Biografía
Nació en el seno de una familia de juristas donde su padre, Eduardo Espín Vázquez, era letrado, decano del Colegio de Abogados de Cartagena. Licenciado en Derecho por la Universidad Central de Madrid (1934), se doctoró al año siguiente en la Universidad italiana de Bolonia con una tesis dirigida por el profesor Antonio Cicu, uno de los fundadores del moderno Derecho de familia en Europa. Fue profesor de Derecho civil en la Universidad de Madrid, donde compartió cuerpo de profesores con Antonio Hernández Gil y Federico de Castro, entre otros. Accedió a la cátedra en la Universidad de Oviedo en 1946. Después pasó sucesivamente por las universidades de Murcia —donde fue Decano tres cursos—, Salamanca y la Complutense madrileña donde permaneció hasta su jubilación (1984).
En una etapa compleja, fue uno de los pocos juristas españoles no exiliados que alcanzó prestigio europeo. Su convicción en la sociedad democrática y en el derecho como soporte y garante del ordenamiento jurídico que proteja dicha sociedad, le permitió ser invitado a participar en la década de 1960 en la creación de la Facultad Internacional de Derecho Comparado dentro de la Universidad Robert Schuman en Estrasburgo, donde fue uno de los profesores. También en Estrasburgo, presidió la sección española en la Comisión Internacional del Estado Civil (CIEC), de la que fue vicepresidente entre 1984 y 1987 y presidente honorario. En Latinoamérica, fue profesor visitante en la Universidad Nacional Autónoma de México, Universidad Interamericana y  Pontificia (Puerto Rico), la Universidad de los Andes (Venezuela), la Universidad de Panamá y la de Córdoba (Argentina).
En España, fue miembro de la Comisión General de Codificación, magistrado del Tribunal Supremo (1971-1985) y uno de los redactores de las modificaciones del conjunto de normas civiles que quedaron afectadas al entrar en vigor la Constitución de 1978. En la última etapa de su vida, hasta su fallecimiento, presidió la Comisión Mediadora y Arbitral de la Propiedad Intelectual.
Del conjunto de su obra, además del Manual de Derecho Civil Español (cuatro volúmenes), se recogieron en 1998 los más destacados estudios realizados en diversas publicaciones especializadas en la obra Cien estudios jurídicos del Profesor Dr. Diego Espín Cánovas, período 1942 a 1996 (ISBN 8488973658), al que siguió Estudios jurídicos del profesor Dr. Diego Espín Cánovas de 2010 que recoge el periodo 1997-2006 (ISBN 9788496782105). En total se editaron cuatro tomos con la obra completa donde se recopilan la mayoría de artículos y estudios realizados en más de setenta años de trabajo.
Fue miembro correspondiente de la Real Academia de Jurisprudencia y Legislación, donde en 1993 ocupó la vacante dejada por Alfonso García-Valdecasas, correspondiente también de la Academia Nacional de Derecho y Ciencias Sociales de Córdoba, doctor honoris causa por la Universidad Pontificia Comillas y profesor honorario por las universidades de San Marcos y de Lima (Perú). Estaba en posesión de la Gran Cruz de Alfonso X El Sabio, de San Raimundo de Peñafort, la Medalla de Oro al mérito en las Bellas Artes y encomienda de la Orden de Isabel la Católica.